# WRB Ödenburg
Az WRB Ödenburg sorozat a Bécs-Győr Vasút (Wien-Raaber Eisenbahn, WRB, amelyet néha Wien-Gloggnitzer Bahn-nak is neveznek) személyvonati gőzmozdonysorozata volt.
Ez a négy mozdony a manchesteri Sharp Mozdonygyárban készült 1842-ben és a kor szokásának megfelelően elnevezték őket: az „Ödenburg“, „Klamm“, „Schneeberg“ ,„Semmering“ neveket kapták. A mozdonyok külső keretesek voltak a kereten belül elhelyezett vezérművel és gőzhengerekkel. A mozdonyokhoz kéttengelyes szerkocsi tartozott. Ezek a gépek a WRB első mozdonyai közé tartoztak. Amikor a vasút déli pályarészeit 1853-ban államosították, a WRB a sorozathoz tartozó négy mozdonyt átvitte az akkor épülő Bruck-Újszőny vonalára.
A mozdonyok 1855-ben, amikor az ÁVT–nek eladták a vonalat, a 8-11 pályaszámokat kapták, majd 1861-ben eladták őket.
A képen látható N° 29 szám WRB jelzés.

## Fordítás
- Ez a szócikk részben vagy egészben  a   WRB – Ödenburg bis Semmering című német Wikipédia-szócikk fordításán alapul.  Az eredeti cikk szerkesztőit annak laptörténete sorolja fel. Ez a jelzés csupán a megfogalmazás eredetét és a szerzői jogokat jelzi, nem szolgál a cikkben szereplő információk forrásmegjelöléseként.

## Külső hivatkozás
- A típus története számokban (németül)